# Акрамов Каміль
Каміль Акрамов (24 жовтня 1914, місто Коканд, тепер Узбекистан — 5 травня 1979, тепер Узбекистан) — радянський узбецький діяч, 1-й секретар Ферганського обласного комітету КП(б) Узбекистану. Депутат Верховної ради Узбецької РСР 3—4-го скликань.

## Життєпис
У 1936 році закінчив Самаркандський сільськогосподарський інститут.
У 1936—1947 роках — директор Кокандської машинно-тракторної станції Ферганської області, начальник Ферганського обласного відділу технічних культур.
Член ВКП(б) з 1943 року.
У 1947—1951 роках — 1-й секретар Бувайдинського районного комітету КП(б) Узбекистану; секретар Ферганського обласного комітету КП(б) Узбекистану.
У травні 1951 — 1952 року — 1-й секретар Ферганського обласного комітету КП(б) Узбекистану.
У 1952—1953 роках — голова виконавчого комітету Ферганської обласної ради депутатів трудящих.
У 1953—1955 роках — заступник голови виконавчого комітету Самаркандської обласної ради депутатів трудящих; слухач курсів керівних партійних працівників при ЦК КПРС у Москві.
У 1955—1959 роках — заступника міністра сільського господарства Узбецької РСР; 1-й секретар Урта-Сарайського районного комітету КП Узбекистану.
У 1959—1964 роках — директор радгоспу «Комсомол» Ферганської області; директор садвинрадгоспу № 3 Ташкентської області.
З 1964 року — персональний пенсіонер союзного значення. Помер 5 травня 1979 року.

## Нагороди
- орден Леніна (1950)
- орден Вітчизняної війни ІІ ст.
- орден Трудового Червоного Прапора (1957)
- орден Червоної Зірки (1947)
- орден «Знак Пошани» (1944)
- медалі